# Райсдорф
Райсдорф (нем. Reisdorf) — община в Германии, в земле Тюрингия. 
Входит в состав района Веймар. Подчиняется управлению Бад Зульца. Население составляет 308 человек (на 31 декабря 2010 года). Занимает площадь 5,39 км².